# Disney Branded Television
Disney Branded Television è una società statunitense sussidiaria di Disney General Entertainment Content, divisione del gruppo The Walt Disney Company, che supervisiona lo sviluppo e la produzione di prodotti indirizzati a un pubblico di bambini, ragazzi e famiglie per Disney+, Disney Channel, Disney Junior e Disney XD; l'unità supervisiona anche dei prodotti non fiction di Disney+ e dei canali Disney Channel.
Fino al 2020 era nota come Disney Channel Worldwide. Nel corso della sua storia l'unità è stata chiamata anche The Disney Channel, Inc. (1983–1997) e Disney Channel, Inc. (1997–2001) e ABC Cable Networks Group (2001-2005).

## Storia

### Disney Channel, Inc.
Nel novembre 1981 la Walt Disney Productions e la Westinghouse Broadcasting annunciarono un accordo per il lancio di un canale via cavo per famiglie. L'anno seguente la Disney assunse Alan Wagner per sviluppare il canale.
Il 15 luglio 1982 la Disney fondò la divisione Walt Disney Entertainment, Inc., rinominata il 28 gennaio 1983 in The Disney Channel, Inc.. The Disney Channel iniziò le trasmissioni nell'aprile 1983 con 16 ore di trasmissione al giorno.
Nel marzo 1995 venne lanciato il primo Disney Channel all'estero, a Taiwan, seguito nell'ottobre successivo da Disney Channel nel Regno Unito.
Nel settembre 1997 il nome della divisione venne abbreviato in Disney Channel, Inc. Nell'aprile 1998 venne lanciato il canale Toon Disney, dedicato alla programmazione animata per bambini. Nel 2000 venne aperto nel Regno Unito il canale prescolare Playhouse Disney, già presente negli USA come contenitore all'interno di Disney Channel; nel 2001 il canale venne lanciato anche negli Stati Uniti.

### ABC Cable Networks Group

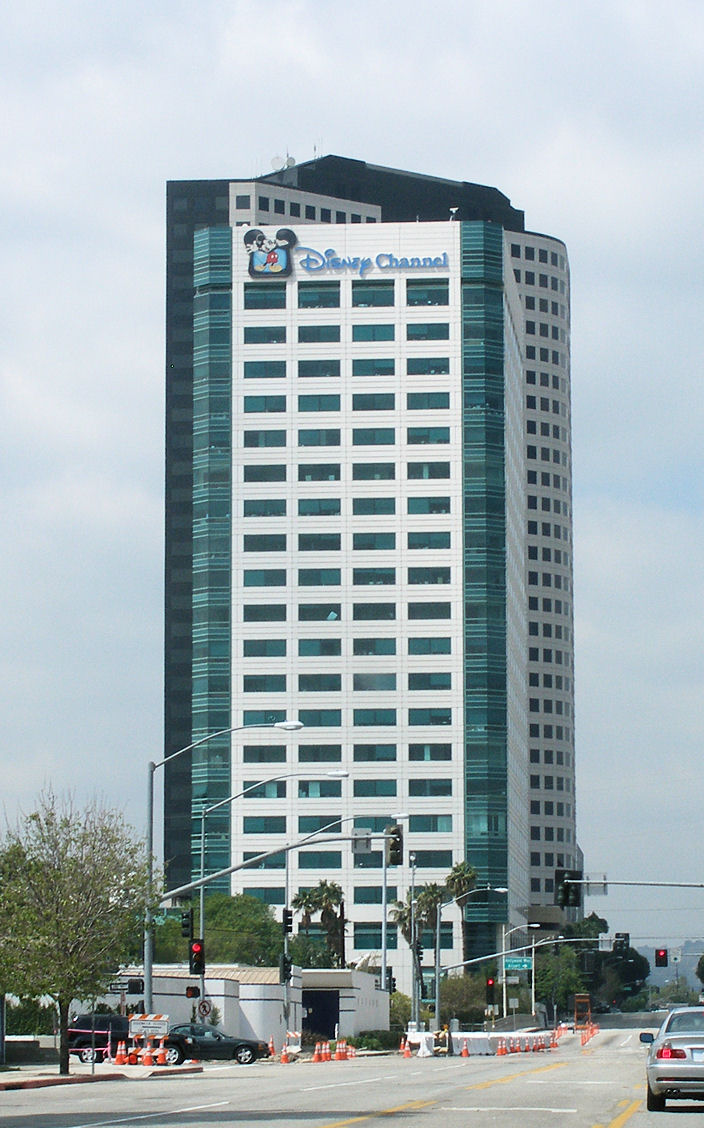
Il quartier generale di Disney Channel negli anni duemila, a Burbank.

Nel 2001 Disney Channel, Inc. cambiò nome in ABC Cable Networks Group, Inc.. Nell'ottobre 2003 la divisione prese in gestione anche l'unità ABC Family Worldwide. Nel gennaio 2004 Fox Kids Europe, Fox Kids Latin America e ABC Cable Networks Group si allearono per la creazione dei canali Jetix, che avrebbero sostituito i canali Fox Kids. Nel settembre 2004 venne lanciato nel Regno Unito il canale ABC1.

### Disney Channels Worldwide
Nel novembre 2005 la Walt Disney Television Animation venne posta sotto il controllo di Disney Channels Worldwide, cosa che portò alle dimissioni del presidente della divisione di animazione Barry Blumberg. Nel marzo 2006 nel Regno Unito iniziò le trasmissioni il canale Disney Cinemagic, seguito nel corso degli anni da versioni locali e in HD dello stesso canale in determinati territori europei. Nel settembre 2007 Disney chiuse il canale britannico ABC1.
Nel febbraio 2008 la divisione spagnola della Walt Disney Company acquistò il 20% di Management Company Television Net TV SA (NET TV), e nel maggio seguente annunciò lo spostamento di Disney Channel sulla trasmissione digitale, sostituendo il canale di NET TV Fly Music.
Intorno al 2009, dopo alcuni scandali, la Disney iniziò a far frequentare alle sue giovani star corsi di comportamento per aiutarli a gestire la fama.
Nel febbraio 2009 venne lanciato il canale Disney XD negli Stati Uniti, che sostituì Toon Disney, mentre in diversi territori internazionali Disney XD andò a sostituire Jetix. Nell'aprile 2010, in Giappone, venne fondata la Broadcast Satellite Disney Co., Ltd., che nell'ottobre seguente lanciò il canale Dlife, dedicato a un pubblico femminile e di famiglie.
Nel marzo 2010 Disney–ABC Television Group annunciò il lancio Disney Junior, che sostituì il contenitore Playhouse Disney; l'anno seguente Disney Junior divenne un canale, andando a sostituire Soapnet. Anche al di fuori degli Stati Uniti tutti i 22 canali e blocchi di programmazione chiamati Playhouse Disney vennero rinominati Disney Junior.
Nell'ottobre 2011 Disney annunciò un accordo con UTH Russia per trasformare il canale Seven TV in Disney Channel. Nel marzo 2013, nel Regno Unito, il canale Disney Cinemagic venne sostituito da Sky Movies Disney dopo un accordo con Sky.
Nell'aprile 2013 il canale tedesco Das Vierte, da poco acquistato dalla Disney, venne trasformato in Disney Channel. Nell'ottobre 2017 Disney India Media chiuse il canale Bindass Play e lo sostituì con Disney International HD.
Nel marzo 2018, in seguito a una riorganizzazione aziendale, tutti i canali internazionali della Disney vennero posti sotto il controllo della neonata divisione Walt Disney Direct-to-Consumer and International, mentre l'unità statunitense rimase sotto il controllo di Disney-ABC Television Group. Nel novembre 2019, in seguito al lancio di Disney+, Disney annunciò la chiusura dei suoi canali in Nuova Zelanda. Nei mesi seguenti venne annunciata la chiusura di diversi canali Disney internazionali, tra cui Australia,, Italia, Regno Unito e Singapore.

### Disney Branded Television
Nel novembre 2020 avvenne una nuova riorganizzazione aziendale e i canali Disney passarono sotto il controllo di Disney Branded Television, una nuova unità di Disney General Entertainment Content. Nel dicembre 2020 venne annunciata la chiusura delle stazioni radiofoniche Radio Disney e Radio Disney Country. Nell'aprile 2021 venne riportata la chiusura dei canali Disney Channel e Disney Junior nel Sudest asiatico e a Hong Kong a partire dal 1º ottobre 2021.